# Henrik Jensen (fodboldspiller, født 1959)
 Der er flere personer med dette navn, se Henrik Jensen.
Henrik Jensen (født 25. oktober 1959) er en tidligere dansk fodboldspiller og -træner, der senest, i 2012-2014, var cheftræner i Boldklubben Frem. Han er nu fodboldtalentudvikler på B93' sportsakademi.

## Karriere

### Spillerkarriere
Som spiller spillede han i Vanløse IF og Hvidovre IF, inden han kom til Brøndby IF, hvor han spillede 278 førsteholdskampe. Henrik Jensen opnåede en enkelt kamp for det danske A-landshold, da han i 1982 blev skiftet ind i en kamp mod Norge. Henrik Jensen opnåede 32 landskampe på diverse ungdomslandshold og 2 kampe på ligalandsholdet. 

### Trænerkarriere
Som træner var han først assistenttræner for Ebbe Skovdahl. Fra 1999 til 2003 var han cheftræner for Køge Boldklub, som han rykkede op i Superligaen. 2003-2005 var han cheftræner for AB. Herefter blev han træner for Brøndby IFs kvindehold, som han vandt det danske mesterskab med. I 2007 blev han ny assistenttræner for Tom Køhlert i Brøndby. Det var han til Køhlert stoppede 31. december 2008. Fra 1. januar 2009 blev han træner for AC Horsens, men da klubbens nedrykning i juni samme år blev en realitet, blev Jensen fyret.
Efter at Kent Nielsen den 25. marts 2010 blev fyret efter et nederlag på 1-3 til HB Køge, blev Henrik Jensen ny cheftræner for Brøndby IF med en aftale, der løb til sæsonens udløb. Senere blev kontrakten forlænget på ubestemt tid med et opsigelsesvarsel på ½ år.
Den 24. oktober 2011 blev Henrik Jensen fyret som cheftræner i Brøndby IF, da Brøndby tabte 2-1 til Silkeborg IF og blev erstattet med HB Køges Auri Skarbalius.
Den 20. juni 2012 blev han udnævnt som afløser for Peer F. Hansen i cheftrænerstolen i Boldklubben Frem. I slutningen af april 2014 meddelte Jensen at han ville forlade klubben ved sæsonen afslutning, da parterne ikke kunne blive enige om en forlængelse af kontrakten. Få dage efter meddelte FREM, at Henrik Jensen stoppede som cheftræner med øjeblikkelig virkning, og ville blive afløst af Henrik Gundersen.

## Personligt
Henrik Jensen er far til fodboldspilleren Mike Jensen og datteren Michelle Jensen (som danner par med fodboldspilleren Thomas Delaney).
Henrik Jensen er den træner i Danmark der har rykket ned med flest superligaklubber, hvorfor han har fået kæle- og øgenavnet "Nedrykker-Jensen".